# Suočavanje s prošlošću
Suočavanje s prošlošću je suočavanje s vlastitom poviješću, primjerice iz doba totalitarnog nacionalsocijalizma i komunizmom i njihovim karakteristikama. Posebice se odnosti na genocid, democid, holokaust, krivnje za rat, zločina protiv čovječnosti, rasizam, i sustav doušništva. U užem smislu pojam označava i zaključke koji su izvedeni iz iskustva na političkoj i kulturnoj razini. 
Termin se također rabi kao skupni naziv za aktivnosti kojima društva koja se temelje na demokraciji i poštovanju ljudskih prava obrađuju suočavanje s počinjenim zločinima iz prošlosti u doba diktature i totalitarizma.
Eckhard Jesse definira tri važna aspekta:
Uvjet za „Suočavanje s prošlošću je da su postojali zločini, da je to razdoblje završeno i da je provedena demokratizacija. Tek kada su sva tri aspekta zajedno prisutna, može se prevladati prošlost...“
Posebno se nakon promjene režima ideološki utemeljenih diktatura promatra mišljenje kod određenog broja osoba da je prethodni sustav imao "dobre ideje ali da su slabo provođene". To je bio slučaj i u Njemačkoj nakon zavrsetka rata 1945.  kao i u postkomunističkoj istočnoj Europi.
U nekim bivšim komunističkim državama Europe čuje se i zahtjev za prestanak javne rasprave o prošlosti, često povezan sa zahtjevima za amnestiranjem. 
Argumentira se često potrebom sačuvaja građanskog mira, integraciji svih društvenih skupina u post-diktatorsko društvo, očuvanje netaknute nacionalne svijesti, ili pozivanje na potrebne promjene i druge zadaće.
Zahtjevi za temeljitu obradu prošlosti često dolaze iz skupina koji su već prije promjene režima bili opozicija starog režima a sada zahtijevaju dosljedno odbacivanje starih institucija, elita i tradicija. Obično ujedno i zahtjev za opravdanje žrtve, otkrivanja povijesne istine, te pojašnjenje ili kažnjavanje nekada odgovornih aparatčika ili dužnosnika. 
Često se pojavljuje i povlačenje u privatnost i apolitičnost koje otežava osobito prevladavanje ideološki indoktriniranih sustava, ili često i blokira obradu prošlosti.

## Vrste obrade prošlosti
Za obradu prošlosti značajno je na koji je način režim nestao:
- kroz tranziciju zbog unutarnjih ili gospodarskih poteškoća (kao što je primjerice Sovjetski Savez)

ili
- neovisno od unutarnje stabilnosti i gospodarskog stanja (primjerice Francova Španjolska, Južna Afrika) koje su postupno transformirane

ili
- nametanje od strane stranih sila (poput Njemačke nakon Drugog svjetskog rata)